# Minuartia austriaca
Minuartia austriaca là loài thực vật có hoa thuộc họ Cẩm chướng. Loài này được (Jacq.) Hayek mô tả khoa học đầu tiên năm 1908.